# Carl Stumpf
Pour les articles homonymes, voir Stumpf.
Carl Stumpf (21 avril 1848 - 25 décembre 1936) est un psychologue et philosophe allemand. Connu de ses contemporains pour ses travaux sur la perception notamment auditive et pour sa théorie des émotions, il a exercé une influence majeure sur la phénoménologie de Husserl et sur la psychologie de la forme.

## Biographie
Né à Wiesentheid en Franconie dans une famille de médecins et de scientifiques, Carl Stumpf s'intéresse très tôt à la musique sous l'influence de ses parents. À sept ans il joue du violon et à dix ans il compose déjà. Après avoir suivi les cours du Gymnasium de Bamburg (1859 - 1863) puis de celui d'Aschaffenbourg (1863 - 1865), il commence des études à l'université de Wurtzbourg où il devient le disciple de Franz Brentano.
Un an après, sur les conseils de Brentano, il part à Göttingen où il reçoit entre autres l'enseignement de Wilhelm Weber en physiologie et celui d'Hermann Lotze en philosophie. En 1868, il termine sa première thèse en philosophie. Il retourne ensuite à Wurtzbourg étudier la philosophie avec Brentano. Il entreprend alors des études de théologie et faillit même devenir prêtre.
Stumpf écrit finalement sa deuxième thèse (sur les axiomes mathématiques) à Göttingen en 1870 puis s'installe dans cette ville. Il rencontrera à cette époque les deux fameux psychophysiciens de Leipzig Ernst Weber et Gustav Fechner. Après quelques travaux sans résultats en philosophie, il écrit son premier livre important Über den psychologischen Ursprung der Raumvorstellung (Sur l'origine psychologique de la perception de l'espace) publié en 1872.
À l'automne 1873, il obtient l'une des deux chaires de philosophie à Wurtzbourg, laissée vacante par la démission de Brentano à la suite de son différend avec l'Église catholique romaine concernant la doctrine de l'infaillibilité papale. Il commence alors à travailler sur la perception auditive et la psychologie de la musique. Inspiré par les idées de Brentano il est convaincu de la possibilité d'une collaboration fructueuse entre sciences naturelles et philosophie. Il se lance ainsi dans une démarche proche de celle des psychologues expérimentaux, qui le distingue de la majorité des philosophes de l'époque.
Stumpf quitte Wurtzbourg dès 1879, pour un poste à Prague obtenu encore une fois grâce à l'appui de Brentano, devenu entretemps professeur à Vienne. Il écrira plus tard dans son autobiographie que ses cours à Wurtzbourg avaient de moins en moins de succès, notamment à cause de son indépendance vis-à-vis de l'Église. Il continue à travailler sur la psychologie de la musique, cette fois-ci sans bénéficier d'un laboratoire équipé pour ses expériences et commence à s'intéresser aux musiques non-européennes. Il rencontre à cette époque Ernst Mach, qui occupe la chaire de physique de l'université de Prague et Williams James qui lui rend visite en 1882.
En 1883 paraît le premier tome de sa Tonpsychologie, dans lequel il critique l'approche purement psychophysique de Helmholz. Ces travaux lui apportent une certaine célébrité qui lui ouvre les portes de plusieurs universités durant la décennie suivante. Son opposition à l'empirisme des psychophysiciens mais aussi à l'atomisme de chercheurs comme Wundt ou Ebbinghaus lui valent l'estime de Wilhelm Dilthey qui appuiera sa nomination à Halle puis intriguera pour le faire venir à Berlin.
À l'été 1884 il retourne en Allemagne, à Halle, où Husserl deviendra son élève à partir de 1886. Il travaille alors sur le deuxième volume de la Tonpsychologie qui sera publié en 1890. À l'occasion d'une visite organisée par Alfred Kirchhoff, il réalise des expériences musicales avec des Indiens et publie Lieder der Bellakula Indianer qui est un des premiers textes d'ethnomusicologie. En 1889, il change encore d'université et s'installe à Munich. Il entre à cette époque dans une querelle avec Wilhelm Wundt sur les travaux de psycho-acoustique menés à Leipzig et plus généralement sur les procédures expérimentales utilisées par ce dernier.
Finalement, il accepte en 1894 la chaire de psychologie de Berlin où il restera jusqu'en 1928. Sous sa direction le petit laboratoire devient l'un des principaux instituts de psychologie d'Allemagne. En 1896 il participe à l'organisation du troisième Congrès international de psychologie et prononce le discours inaugural, sur le problème corps-esprit. Il réunit également de nombreux enregistrements de musique non-européennes et continue son travail sur la psychologie de la musique.
Pendant cette période, Stumpf exerce une influence notable sur les trois fondateurs de la psychologie de la forme. L'un d'entre eux (Max Wertheimer) a étudié la perception de la musique à Berlin avec Stumpf alors que les deux autres (Wolfgang Köhler et Kurt Koffka) ont écrit leur thèse sous sa direction.

### Ouvrages généraux
- David Murray, A History of Western Psychology, deuxième édition, Prentice-Hall, Englewood Cliffs, 1988.
- Michael Wertheimer, A Brief History of Psychology, troisième édition, Harcourt Brace Jovanovich College Publishers, Fort Worth, 1987.

### Travaux sur Stumpf
- Mitchell Ash, Gestalt Psychology In German Culture 1890 - 1967, Cambridge University Press, Cambridge, 1995. Le chapitre 2 « Carl Stumpf and the training of scientists in Berlin » est entièrement consacré à Stumpf et à son influence sur la Gestalt.
- Rainer Reisenzein, Stumpfs kognitiv-evaluative Theorie der Emotionen in Lothar Sprung & Wolfgang Schönpflug (dir.) Beiträge zur Geschichte der Psychologie, Band 4, Zur Geschichte der Psychologie in Berlin, Peter Lang, Frankfurt am Main, 1992.
- Autobiographie de Carl Stumpf extraite de C. Murchison (dir.) History of Psychology in Autobiography et publiée sur le site Classics in the History of Psychology de Christopher Green.
- (de) Carl-Friedrich Geyer (de), « Carl Stumpf », dans Biographisch-Bibliographisches Kirchenlexikon (BBKL), vol. 16, Herzberg, 1999 (ISBN 3-88309-079-4, lire en ligne), colonnes 1480-1482 (Article sur Internet Archive)